# Il fiacre n. 13 (film 1917)
Il fiacre n. 13 è un film muto drammatico italiano del 1917 diretto da Alberto Capozzi e Gero Zambuto.
Tratto dal romanzo di Xavier de Montépin.

## Remake
Nel 1948 Mario Mattoli ne girò un rifacimento sonoro, con lo stesso titolo, co-prodotto con la Francia e diretto a quattro mani con Raoul André.